# 1220
Năm 1220 là một năm trong lịch Julius.

## Sự kiện
- Vương quốc Sukhothai thành lập.

## Sinh
- 30 tháng 5 - Aleksandr Yaroslavich Nevsky, Đại Công tước xứ Novgorod và Vladimir
- 1 tháng 4 - Thiên hoàng Go-Saga của Nhật Bản (mất 1272)
- 11 tháng 11 - Alphonse của Toulouse, con trai của Louis VIII của Pháp (mất năm 1271)
- Thomas Ercildoun, nhạc si thời trung cổ Scotland (mất 1297)
- Przemysl I của Ba Lan (mất năm 1257)
- Yaroslav của Nga, Đại công tước của Vladimir
- Walter de Burgh, bá tước thứ nhất Ulster (mất năm 1271)

## Mất
- Jayavarman VII Jayavarman VII (sinh 1181) là vua của Đế quốc Khmer.